# K-132 Irkutsk
Il K-132 Irkutsk è un SSGN russo, secondo esemplare della classe Oscar II. Entrato in servizio negli anni ottanta, fa parte della Flotta del Pacifico.

## Storia
Il K-132 fu impostato presso il cantiere navale Sevmash, a Severodvinsk, l'8 maggio 1985. Il sottomarino entrò in servizio il 30 dicembre 1988, ed il 31 ottobre dell'anno successivo venne preso in carico dall'11ª Divisione della Flotta del Nord.
Tra il 30 agosto ed il 27 settembre 1990, fu trasferito alla Flotta del Pacifico, grazie ad un viaggio compiuto sotto lo strato di ghiaccio. Il 29 ottobre successivo entrò nella 10ª Divisione. Il 13 aprile 1993 ricevette il nome di Irkutsk, come la città omonima. Nel novembre 1997, fu posto in riserva per riparazioni. Non operativo, nel 1998 fu trasferito nel 16º Squadrone. I lavori di riparazione iniziarono nel 2001, e nel 2006 avrebbe dovuto tornare in servizio con la Flotta del Pacifico. Nel 2009, tuttavia, non risulta in servizio attivo.